# Dalen som dränktes
Dalen som dränktes är en kriminalroman av Reginald Hill och den 15:e boken om Pascoe/Dalziel.